# Biblioteca Yucatanense
La Biblioteca Yucatanense es una biblioteca pública perteneciente a la Secretaría de la Cultura y las Artes del gobierno de Yucatán, ubicada en el centro histórico de Mérida. Cuenta con un acervo especializado en documentos y publicaciones sobre la memoria histórica de la Península de Yucatán.

## Historia
El antecedente de este espacio es la Biblioteca Crescencio Carrillo Ancona fundada en 1938. Su acervo pasó a ser parte de la Biblioteca Yucatanense en 2012 y está constituida por publicaciones a partir del siglo XVII.
En 1969, se fundó la Hemeroteca José María Pino Suárez, donde se encuentran las revistas y periódicos locales a partir de 1950. 
En 2011, se creó la Coordinación de Digitalización para la preservación y difusión de la colección, incluyendo documentos y publicaciones históricas de Yucatán. Durante este mismo año, se instauró el fondo audiovisual que conserva documentos a partir de finales del siglo XIX y principios del siglo XX conformado por el archivo fotográfico del Diario del Sureste y de la colección personal de Gregorio Méndez Castillo.
En 2007, se creó la Biblioteca Virtual con el fin de tener un repositorio digital de la colección.

## Fondos
Se compone por la Biblioteca Crescencio Carillo y Ancona, el Fondo Reservado, la hemeroteca José María Pino Suárez y el Fondo Audiovisual.